# Cantone di San Fernando
Il cantone di San Fernando è un cantone dell'Ecuador che si trova nella provincia di Azuay.
Il capoluogo del cantone è San Fernando.